# Parlamentswahlen in Niger 2016
Die Parlamentswahlen in Niger 2016 fanden am 21. Februar 2016 statt. Gewählt wurden die 171 Abgeordneten der Nationalversammlung Nigers.

## Hintergrund
Die Wahlen fanden regulär mit dem Auslaufen der fünfjährigen Legislaturperiode der Nationalversammlung seit den Parlamentswahlen von 2011 statt. Am selben Tag erfolgte auch der erste Wahldurchgang der Präsidentschaftswahlen in Niger 2016.
Gegenüber den vorangegangenen Parlamentswahlen von 2011 wurde die Anzahl der Sitze in der Nationalversammlung von 113 auf 171 erhöht. Dies wurde mit einer Relation zum zwischenzeitlichen starken Bevölkerungswachstum Nigers begründet und fußte auf dem Schlüssel, dass ein Abgeordneter auf etwa 100.000 Einwohner kommen soll. Die Aufteilung nach Wahlkreisen wurde wie folgt festgelegt: für die Hauptstadt Niamey zehn Sitze, für die Region Agadez sechs Sitze, für die Region Diffa sieben Sitze, für die Region Dosso 19 Sitze, für die Region Maradi 31 Sitze, für die Region Tahoua 30 Sitze, für die Region Tillabéri 23 Sitze und für die Region Zinder 32 Sitze sowie jeweils ein Sitz für die Sonderwahlkreise Departement Bilma, Departement Bermo, Departement Banibangou, Departement N’Gourti, Departement Tassara, Departement Tesker und Gemeinde Makalondi, ferner fünf Sitze für Auslandsnigrer.

## Ergebnisse
Für die Veröffentlichung der Ergebnisse der Parlamentswahlen ist gemäß der Verfassung Nigers der Verfassungsgerichtshof zuständig. Die endgültigen Wahlergebnisse lauten wie folgt:
| Partei | Stimmenanzahl | Stimmenanteil | Sitze |
| --- | ------------- | ------------- | ----- |
| Nigrische Partei für Demokratie und Sozialismus (PNDS-Tarayya)                                                          | 1.701.372     | 35,7 %        | 75    |
| Nigrische Demokratische Bewegung für eine Afrikanische Föderation (MODEN-FA Lumana Africa)                              | 613.905       | 12,9 %        | 25    |
| Nationale Bewegung der Entwicklungsgesellschaft (MNSD-Nassara)                                                          | 488.584       | 10,3 %        | 20    |
| Patriotische Bewegung für die Republik (MPR-Jamhuriya)                                                                  | 339.798       | 7,1 %         | 13    |
| Nigrische Bewegung für die demokratische Erneuerung (MNRD-Hankuri) / Nigrische Sozialdemokratische Partei (PSDN-Alhéri) | 198.444       | 4,2 %         | 6     |
| Nigrische Patriotische Bewegung (MPN-Kiishin Kassa)                                                                     | 155.003       | 3,3 %         | 5     |
| Nigrische Allianz für Demokratie und Fortschritt (ANDP-Zaman Lahiya)                                                    | 140.579       | 2,9 %         | 4     |
| Sozialdemokratisches Bündnis (RSD-Gaskiya)                                                                              | 137.577       | 2,9 %         | 4     |
| Allianz der Bewegungen für den Aufstieg Nigers (AMEN-AMIN)                                                              | 142.642       | 3,0 %         | 3     |
| Kongress für die Republik (CPR-Inganci)                                                                                 | 122.449       | 2,6 %         | 3     |
| Demokratische und soziale Versammlung (CDS-Rahama)                                                                      | 114.321       | 2,4 %         | 3     |
| Bündnis für Demokratie und Fortschritt (RDP-Jama’a)                                                                     | 114.141       | 2,4 %         | 3     |
| Union für Demokratie und Republik (UDR-Tabbat)                                                                          | 105.037       | 2,2 %         | 2     |
| Allianz für die demokratische Erneuerung (ARD-Adaltchi Mutunchi)                                                        | 69.458        | 1,5 %         | 2     |
| Sozialdemokratische Partei (PSD-Bassira)                                                                                | 43.164        | 0,9 %         | 2     |
| Demokratische Allianz für Niger (ADN-Fusaha)                                                                            | 73.977        | 1,5 %         | 1     |
| andere | 201.436       | 4,3 %         | –     |
| Gesamt | 4.761.887     | 100 %         | 171   |